# 太鲁阁栎
太鲁阁栎（学名：Quercus tarokoensis）是壳斗科栎属的植物，其种加词“tarokoensis”意为“太鲁阁的”。台灣特有植物。分布于台灣海拔350米至1,250米的地区，一般生长在溪流两岸、河谷峭壁上和石灰岩壁上，目前尚未由人工引种栽培。